# Yakuza (film)
Cet article concerne le film de Sydney Pollack. Pour l’organisation criminelle japonaise, voir Yakuza. Pour les autres significations, voir Yakuza (homonymie).
Pour plus de détails, voir Fiche technique et Distribution.
Yakuza (The Yakuza) est un film américano-japonais réalisé par Sydney Pollack et sorti en 1974.
Écrit par Paul Schrader et Robert Towne d'après une histoire de Leonard Schrader (en), Yakuza dépeint le désarroi des valeurs japonaises traditionnelles durant la période de transition allant de l’occupation américaine au succès économique du début des années 1970. L’histoire s'articule autour des concepts de l'endettement et l'engagement, de la fidélité à la famille et des amis, et du sacrifice. Les valeurs orientales et occidentales y sont contrastées, une opposition apparaît entre les valeurs traditionnelles japonaises, opposées au Japon occidentalisé et moderne.
Ce film est devenu culte et a influencé des films contemporains tels que Blade Runner (1982), Black Rain (1989), Aniki, mon frère (2001), Kill Bill (2004) et Piège au soleil levant (2005).

## Synopsis
Un détective à la retraite, Harry Kilmer (Robert Mitchum), est rappelé par un ancien ami, George Tanner (Brian Keith). En effet, la fille de ce dernier a été enlevée par un chef yakuza, Tono Toshiro, qui veut forcer Tanner à lui livrer les armes promises. Pour libérer sa fille, Tanner veut faire appel aux anciennes connaissances de Harry Kilmer, qui connaît le Japon et tous les rouages du syndicat japonais du crime, notamment son ex-maîtresse et son frère, ancien yakuza et très porté sur les affaires d'honneur.

## Fiche technique
- Titre : Yakuza
- Titre original : The Yakuza
- Réalisation : Sydney Pollack
- Scénario : Paul Schrader et Robert Towne, d'après une histoire de Leonard Schrader (en)
- Direction artistique : Stephen B. Grimes
- Décors : Yoshiyuki Ishida
- Costumes : Dorothy Jeakins
- Photographie : Kōzō Okazaki
- Montage : Don Guidice et Thomas Stanford
- Musique : Dave Grusin
- Sociétés de production : Warner Bros., avec la participation non créditée de Toei Company
- Distribution : Warner Bros.
- Format : Couleur - 35 mm
- Budget : 5 millions de dollars[1]
- Genre : drame, film de gangsters, action, thriller
- Durée : 123 minutes (Japon), 112 minutes (États-Unis), 107 minutes (Royaume-Uni)
- Dates de sortie :
  - Japon : 28 décembre 1974
  - États-Unis : 19 mars 1975
  - France : 20 août 1975
- Affiches : Bill Gold (États-Unis), Jean Mascii (France)

## Distribution
- Robert Mitchum  (VF : Jean-Claude Michel) : Harry Kilmer
- Ken Takakura  (VF : Jacques Thébault) : Ken Tanaka
- Richard Jordan (VF : Bernard Tiphaine) : Dusty
- Brian Keith  (VF : Jacques Berthier) : George Tanner
- Herb Edelman (VF : André Falcon) : Oliver Wheat
- Keiko Kishi : Eiko Tanaka
- Eiji Okada (VF : Jacques Richard) : Toshiro Tono
- James Shigeta (VF : Francis Lax) : Goro
- Kyosuke Mashida (VF : Sady Rebbot) : Jiro Kato
- Christina Kokubo (VF : Sylviane Margollé) : Hanako
- Lee Chirillo : Louise

## Production

### Genèse et développement
L'idée du scénario vient à Paul Schrader lorsqu'il reçoit une lettre de son frère, Leonard. Ce dernier était parti vivre au Japon, où il a travaillé comme professeur d'anglais dans une université, dont certains étudiants sont proches de yakuzas. Il découvre également l'acteur Ken Takakura et les rituels yakuzas. Il commence à entrevoir les prémices d'une intrigue, en imaginant un occidental découvrant cette culture.
Paul Schrader présente l'idée au producteur Mark Hamilburg, qui apprécie l'idée et décide de payer les deux frères pour qu'ils écrivent le script. Pendant deux mois, ils regardent de nombreux films du genre, notamment ceux de la Toei Company. Ils écrivent ensemble durant un mois dans un appartement de Venice. Le producteur Mark Hamilburg sollicite ensuite l'aide du producteur Robin French. Ce dernier vendra le script pour 300 000 $, un record à l'époque.
Le projet est initialement prévu avec Robert Aldrich comme réalisateur. Il souhaite Lee Marvin pour le rôle principal. Charles Bronson ou encore William Holden seront également envisagés. Robert Aldrich est intéressé par le projet, même s'il n'apprécie pas le script : « c'était un script terrible, je pensais, mais une idée de base sensationnelle. J'ai dit « si je dois faire ce film, je dois retravailler totalement le script. » Je le voyais d'une certaine façon, et Paul [Schrader] le voyait d'une autre ». Lee Marvin est cependant en désaccord avec la Warner. Le studio engage alors Robert Mitchum. Cependant l'acteur est inflexible et assure qu'il ne veut pas travailler avec le metteur en scène. Robert Aldrich quitte donc le projet.
Alors que Martin Scorsese était intéressé pour réaliser le film, juste après Mean Streets, c'est finalement Sydney Pollack qui est engagé. Il demande quelques réécritures du scénario. Incapable de faire cela selon le studio, Paul Schrader est renvoyé. Ces réécritures seront faites par Robert Towne.
Avec l'arrivée de Sydney Pollack sur le projet, Robert Redford est brièvement envisagé pour le rôle principal.

### Tournage
Le tournage a lieu au Japon, à Kyoto, Tokyo et Osaka (notamment l'aéroport international), ainsi qu'en Californie (Malibu, port de Los Angeles).

## Bande originale
La musique du film est composée par Dave Grusin, fidèle collaborateur de Sydney Pollack. Les compositions mélangent culture occidentale et influences orientales. L'album n'est commercialisé qu'en juillet 2005 par le magazine en ligne Film Score Monthly (en).
Liste des titres
1. Prologue 2:42
2. Main Title 3:17
3. Samurai Source 2:03
4. Tokyo Return 1:29
5. 20 Year Montage 3:28
6. Scrapbook Montage / Scrapbook Epilogue 2:13
7. Kendo Sword Ritual / Alter Ego / Night Rescue / Amputation / Amputation (alternate) 3:19
8. Man Who Never Smiles 1:49
9. Tanner to Tono / Tono Bridge / The Bath 2:27
10. Girl and Tea 1:36
11. Pavane 1:10
12. Get Tanner 1:40
13. Breather / Final Assault 4:43
14. The Big Fight 5:51
15. No Secrets 1:32
16. Sayonara 2:02
17. Apologies 2:09
18. Bows / End Title (Coda) 1:46
19. Shine On 9:47
20. Bluesy Combo 6:20
21. 20 Year Montage / Scrapbook Montage (film mix) 5:00
22. End Title (film version) 1:10
23. Only the Wind 2:50

## Accueil
Le film reçoit des critiques partagées. Sur l'agrégateur américain Rotten Tomatoes, il récolte 59% d'opinions favorables pour 17 critiques et une note moyenne de 6,81⁄10.
Roger Ebert du Chicago Sun-Times écrit une critique mitigée, avec une note de 2,5⁄4. S'il apprécie les personnages et les performances de Robert Mitchum et Ken Takakura, il critique l'intrigue et le niveau de violence.
Le film sera par ailleurs un échec au box-office. Il ne récole qu'environ 1,5 million de dollars sur le sol américain et 180 413 entrées en France.
Le coscénariste du film Paul Schrader, évincé du projet durant la préproduction, déclarera après la sortie que l'accueil a été désastreux : « Il a couté 5 millions et a rapporté moins de 1,5 million ». Selon lui, l'échec commercial du film revient notamment au choix de Robert Mitchum et le film aurait connu un meilleur succès si Robert Redford avait tenu ce rôle. Paul Schrader critique également la mise en scène de Sydney Pollack qu'il juge contraire au style du script : « J'ai écrit un film violent et souterrain sur le sang, le devoir et l'obligation. Il en a fait une sorte de film transculturel riche, romantique. L'un ou l'autre de ces films seraient intéressants s'ils étaient pleinement réalisés, mais le produit final se situe entre ces deux styles. Cela n'a pas satisfait le public venu voir le monde cruel des gangsters et cela n'a pas satisfait le public de Jeremiah Johnson - le public de Sydney - qui est venu voir un réalisme poétique. »
Quentin Tarantino est un grand admirateur du film. Le cinéaste, qui publie divers articles et critiques sur le site officiel de son cinéma, le New Beverly, écrit à propos de Yakuza en décembre 2019 : « pour la dernière fois dans un premier rôle, Mitchum est vibrant de vie... La performance de Ken Takakura, au sommet de sa gloire, dans ce film yakuza d'Hollywood, semble encore plus un triomphe ... La coda finale du film, “La scène de coupe des doigts”, est, pour moi, l'une des plus grandes fins des films de cette époque. Et sans doute le plus grand moment d'acteur de Mitchum au cinéma. »